# Ida (arma)
Ida è la spada usata dal popolo Yoruba dell'Africa occidentale.

## Descrizione
La spada Ida ricorda nella foggia la Seme dei Masai: l'elsa è priva di guardia e pomolo; la lama è rastremata a forma di foglia, più larga in prossimità della punta che può essere arrotondata, è può essere monofilare o a doppio taglio.
Durante la guerra, la lama della ida veniva cosparsa di pepe e veleno per paralizzare il nemico ferico. Può essere maneggiato in qualsiasi modo (sia con una mano sia con due mani). Il popolo Yoruba usa questa spada per la caccia, la guerra e altri usi.

### Varianti
L'etimo "Ida" vale genericamente per "spada". Gli Yoruba usavano diverse armi da taglio che potevano essere definite ida:
- Ada: usato per disboscare, combattere o cacciare. È simile a una sciabola o a un machete.
- Obe: pugnali portati dai soldati Yoruba.
- Agedengbe: lama monofilare a curva eccentrica, anche abbastanza pesante.
- Tanmogayi: simile alla sciabola.
- Abara: un'arma a doppio taglio simile alla Ida, usata dagli Ika dello stato del Delta, in Nigeria.
- Asara: utilizzato anche dal popolo Ika, è simile alla Ada.

## Storia
Il popolo Yoruba fiorì in Africa occidentale nel VIII secolo, costruendo un impero esteso agli attuali stati di Nigeria, Togo e Benin con capitale nella sacra città-stato di Ife (Nigeria). I fabbri Yoruba erano tra i più abili dell'Africa occidentale e svilupparono un'avanzata metallurgia sia del bronzo sia del ferro. Le armi prodotte dagli Yoruba vennero utilizzata anche da altri popoli circostanti come gli Edo e gli Igbo, altra popolazione rinomata per la metallurgia.